# 福原広門
福原 広門（ふくばら ひろかど、享保20年3月27日（1735年4月19日） - 寛政3年7月15日（1791年8月14日））は、長州藩永代家老・宇部領主福原家19代。
父は福原元貞。母は福原元房の娘。正室は毛利元雅の娘。子は福原就清、福原俊方、福原俊民。初名俊茂、後に藩主・毛利宗広の偏諱を受けて広茂、広門と改名。通称少輔三郎、豊前、肥後、近江。

## 生涯
享保20年（1735年）福原元貞の長男として生まれる。寛保元年（1741年）父の死去により家督相続。宝暦2年（1752年）藩主毛利重就の初の御国入を三田尻で出迎える。宝暦4年（1754年）大頭役となる。同年毛利元雅の娘と結婚。宝暦7年（1757年）御国加判役となる。宝暦11年（1761年）辞職。
宝暦12年（1762年）山口常栄寺において毛利隆元二百回忌の藩主名代・総奉行を務める。宝暦13年（1763年）宝暦検地で新たに登録された土地のうち、四分方を本知に加え知行高11,314石となる。明和7年（1770年）江戸からの帰途、安芸国吉田荘の毛利元就廟に参拝する。天明9年（1789年）病のため隠居して家督を就清に譲る。
寛政3年（1791年）7月15日没。享年57。